# Janvier 1952
Cette page présente les faits marquants du mois de janvier 1952.

## Évènements
- 1er janvier : le roi de Jordanie Talal donne une Constitution au pays dans laquelle le gouvernement est responsable devant le Parlement.

- 2 janvier :
  - Premier vol du Fouga CM 88 R Gémeaux III.
  - Un hélicoptère Sikorsky H-19 accomplit le vol le plus long réalisé à ce jour par une machine à voilure tournante : de Great Falls, Montana, à Ladd AFB, Fairbanks, Alaska, soit 1 800 miles (près de 2 900 km) en 5 jours.

- 3 janvier : premier vol de l'hélicoptère birotor britannique Bristol 173 Belvedere piloté par l'Anglais C.T.D. Hosegood.

- 4 janvier : premier vol du North American XA2J-1, piloté par l’Américain J.R. Baker.

- 5 janvier : le premier service tout cargo est inauguré sur la ligne de l’Atlantique Nord par Pan American Airways avec des DC-6.

- 7 janvier, France : chute du second gouvernement Pleven.

- 11 janvier : 
  - à la mort du maréchal de Lattre de Tassigny, le général Salan devient commandant en chef des forces armées françaises en Indochine.
  - À cette date, 900 appareils des Nations unies auraient été perdus lors de la guerre de Corée.

- 13 janvier : livraison à la RAF du premier appareil Lockheed P-2 Neptune de lutte anti-sous-marine.

- 14 janvier :
  - Le gouvernement britannique offre un prix de 50 000 livres à l'inventeur du radar Robert Watson-Watt.
  - Premier vol du biplace à réaction SIPA S.200.

- 15 janvier : le Leduc 016, avec deux petits réacteurs en bout d’ailes, effectue son premier vol. À l’atterrissage, le train cède et l’appareil est endommagé.

- 17 janvier[1] : émeutes à Bizerte. Le résident général fait arrêter Bourguiba et les leaders du Néo-Destour le 18. L’UGTT déclenche une grève générale. En réplique, la Légion étrangère ratisse le cap Bon (viols, pillages et meurtres). Le résident exige de Lamine Bey la démission du gouvernement auquel participe le Néo-Destour. Le bey n’obéissant pas, le résident fait arrêter le Premier ministre et trois autres ministres (25 mars).

- 18 janvier : 
  - Proclamation par la Corée du Sud de la Ligne Syngman Rhee.
  - premier vol du Convair 340.
  - résolution de l'Assemblée Générale de l'ONU qui demande aux autorités coloniales de préparer les indépendances de leurs colonies[2]

- 20 janvier, France : début du premier gouvernement Faure.

- 21 janvier : premier vol du Dassault MD-450-30-L Ouragan.

- 25 janvier : samedi noir en Égypte. Des affrontements au Caire entre soldats britanniques et policiers égyptiens font une cinquantaine de victimes.

## Naissances
- 1er janvier : Hamad bin Khalifa al-Thani, émir du Qatar.
- 2 janvier : Augusto Góngora, journaliste et documentaliste de télévision chilien († 19 mai 2023).
- 3 janvier :
  - Gianfranco Fini, homme politique italien.
  - Jim Ross, commentateur sportif de la WWE dans la fédération Smackdown
  - Raúl Aranda, matador espagnol.
- 5 janvier : Michèle Jacot, skieuse française.
- 7 janvier : Sammo Hung, acteur, réalisateur, chorégraphe, producteur hongkongais
- 8 janvier : Hamma Hammami, homme politique tunisien.
- 14 janvier : Nigel Crisp, personnalité politique britannique.
- 16 janvier : L. Blaine Hammond, astronaute américain.
- 20 janvier : Rimas Tuminas, metteur en scène, professeur et directeur de théâtre lituanien († 6 mars 2024).
- 24 janvier : 
  - William F. Readdy, astronaute américain.
  - Raymond Domenech, joueur et entraîneur de football français.
- 26 janvier : Frédéric Lodéon, violoncelliste, chef d'orchestre et animateur radio français.
- 27 janvier : Jacques Nikonoff, président de l'association Attac de 2002 à 2006.
- 28 janvier :
  - Jean-Louis Murat, Auteur-compositeur, artiste interprète, musicien († 25 mai 2023).
  - Michael Jones, chanteur et guitariste gallois d'origine française.
- 31 janvier : Onyeka Onwenu, actrice, chanteuse et politicienne nigériane († 30 juillet 2024).

## Décès
- 4 janvier : Constant Permeke (65 ans), peintre et sculpteur belge.
- 10 janvier : Pierre Rectoran, écrivain français (° 28 novembre 1880).
- 11 janvier : Jean de Lattre de Tassigny (62 ans), maréchal de France.
- 25 janvier : Sveinn Björnsson, 1er président de la République d'Islande (° 27 janvier 1881).